# Rhétorique générale
 (juillet 2010).
Si vous disposez d'ouvrages ou d'articles de référence ou si vous connaissez des sites web de qualité traitant du thème abordé ici, merci de compléter l'article en donnant les références utiles à sa vérifiabilité et en les liant à la section « Notes et références ».
Rhétorique générale est un livre du Groupe µ publié en 1970 dans la collection « Langue et langage ». La première partie de l'ouvrage reformule la rhétorique classique au sein de la sémiotique, tandis que la seconde discute le concept alors nouveau de rhétorique générale et introduit les figures de narration. Contrairement à l’entreprise de Perelman dans son Traité de l’argumentation, la perspective du Groupe µ se centre sur ce que la rhétorique classique nommait elocutio : elle entend la rhétorique comme une « théorie des figures », mécanisme qu'on rencontre dans la littérature mais aussi dans l'argot, la publicité, la langue religieuse, etc., et comme un « moyen de la poétique ».
Traduit en une vingtaine de langues, réédité en format de poche en 1982, ce classique des sciences humaines a été classé comme un des cent ouvrages marquants du XXe siècle par la revue Sciences humaines. Il a permis le renouvellement formel de la rhétorique, en s'inscrivant dans un courant où l'on trouve également les travaux de Roland Barthes, Tzvetan Todorov, Gérard Genette et Roman Jakobson.
Cette rhétorique générale, approfondie dans le cas de la poésie (Rhétorique de la poésie. Lecture linéaire, lecture tabulaire, 1977), de l'argot, des titres de films, des figures du rêve, etc. (Rhétoriques particulières dans Communications, n° 16, 1970) a trouvé par la suite à s'appliquer à l'image (Traité du signe visuel. Pour une rhétorique de l'image, Paris, 1992.)

## Éditions
- Groupe µ, Rhétorique générale, Paris, Larousse, coll. « Langue et langage », 1970, 206 p. (ISBN 9782030703205).
- Groupe µ, Rhétorique générale, Paris, Seuil, coll. « Points Essais », 1982, 218 p. (ISBN 9782020063210).